# Дреновац Бански
Дреновац Бански је насељено мјесто на подручју града Глине, Банија, Република Хрватска. Село је постојало у континуитету око 300 година до августа 1995. године, када је скоро цјелокупно становништво протјерано.

## Историја
Дреновац Бански се од распада Југославије до августа 1995. године налазио у Републици Српској Крајини.

## Становништво
На попису становништва 2011. године, Дреновац Бански је имао 74 становника.
| Националност       | 1991. | 1981. | 1971. | 1961. |
| Срби               | 438   | 571   | 709   | 795   |
| Хрвати             | 7     | 1     |       | 1     |
| Југословени        | 2     | 6     |       |       |
| Муслимани          |       |       | 1     |       |
| остали и непознато | 5     | 2     | 1     | 3     |
| Укупно             | 452   | 580   | 711   | 799   |

| Демографија | Демографија | Демографија |
| Година      | Становника  | Становника  |
| ----------- | ----------- | ----------- |
| 1961.       | 799         |             |
| 1971.       | 711         |             |
| 1981.       | 580         |             |
| 1991.       | 452         |             |
| 2001.       | 75          |             |
| 2011.       |             | 74          |

## Попис 1991.
На попису становништва 1991. године, насељено место Дреновац Бански је имало 452 становника, следећег националног састава:
| Попис 1991.‍  | Попис 1991.‍  | Попис 1991.‍ | Попис 1991.‍ | Попис 1991.‍ |
| ------------ | ------------ | ----------- | ----------- | ----------- |
|              |              |             |             |             |
| Срби         | Срби         |             | 438         | 96,90%      |
| Хрвати       | Хрвати       |             | 7           | 1,54%       |
| Југословени  | Југословени  |             | 2           | 0,44%       |
| Грци         | Грци         |             | 1           | 0,22%       |
| неопредељени | неопредељени |             | 4           | 0,88%       |
| укупно: 452  |              |             |             |             |